# William Marshall (Schauspieler, 1917)
William Marshall (* 12. Oktober 1917 in Chicago, Vereinigte Staaten; † 8. Juni 1994 in Boulogne-Billancourt, Frankreich) war ein US-amerikanischer Bandmusiker, Filmschauspieler, Filmregisseur und Filmproduzent.

## Leben und Wirken
Marshall begann seine künstlerische Laufbahn 1936 als Sänger in Fred Warings Orchester, bereits im Jahr darauf gründete er seine eigene Combo. 1940 startete Marshall seine Arbeit als Schauspieler vor der Kamera, drei Jahre darauf gab er sein Bühnendarsteller-Debüt im Rahmen einer so genannten Army-Air-Show. Marshall blieb bis kurz nach Ende des Zweiten Weltkrieges in Hollywood als Filmschauspieler gut beschäftigt, trat aber überwiegend in B-Filmen auf, in denen er als attraktiver Blickfang jedoch kaum Eindruck hinterließ. Zu dieser Zeit (1942 bis 1948) war Marshall mit der französischen Filmschauspielerin Michèle Morgan verheiratet.
Gegen Ende der 1940er Jahre übersiedelte Marshall nach Frankreich, wo er mit Micheline Presle eine weitere prominente französische Schauspielerin kennenlernte und 1950 heiratete. Im darauffolgenden Jahr erschien das Regiedebüt von Marshall: der in Frankreich entstandene, amerikanisch-französische Streifen Die Taverne von New Orleans, in dem Errol Flynn und Marshalls Ehefrau Presle die Hauptrollen innehatten. In der Folgezeit drehte er als Regisseur noch den Kinofilm Hello God und ein Fernsehspecial. 1954 wirkte er, nun wieder als Schauspieler, an der Seite seiner Ehefrau in der französischen Produktion Weiße Sklavinnen für Tanger mit. Im selben Jahr scheiterte auch diese Marshall-Ehe. Mit dem französischen Eddie-Constantine-Film Heisse Küsse, scharfe Schüsse beendete William Marshall 1958 seine Leinwandkarriere vor der Kamera.
Wieder in den USA, inszenierte er 1961 mit dem Science-Fiction-Filmchen The Phantom Planet seinen dritten und letzten Kinofilm. Ebenfalls 1961 heiratete er erneut, diesmal den ehemaligen Filmstar Ginger Rogers. Mit Rogers in der Hauptrolle ließ Marshall in der Funktion des Produzenten 1964 auf Jamaika die Komödie Heirate mich, Gauner! vom Kinoveteran Wilhelm Dieterle inszenieren. Der Film war ein Totalflop und beendete nun endgültig Marshalls filmische Ambitionen. Dennoch gründete er 1966 auf derselben Karibikinsel die Motion Picture Studios. 1969 scheiterte auch seine dritte Ehe. In den Folgejahren hörte man kaum mehr etwas von ihm, und William Marshall versuchte sich, erneut mit nur mäßigem Erfolg, als Schriftsteller: Der Roman The Deal spiegelte Marshalls Erfahrungen mit der Filmbranche in den USA und in Europa wider.
In der Ehe mit Michèle Morgan wurde sein Sohn Michael „Mike“ Marshall geboren, der eine moderat erfolgreiche Karriere als Schauspieler hatte. Mit Micheline Presle hat er eine Tochter, Tonie Marshall, die zunächst ebenfalls Filmschauspielerin wurde, später aber zur Filmregie wechselte und auch als Drehbuchautorin und Filmproduzentin arbeitete.

## Filmografie
Als Schauspieler, wenn nicht anders angegeben:
- 1940: Ultimatum für Bohrturm L-9 (Flowing Gold)
- 1940: Im Taumel der Weltstadt (City for Conquest)
- 1940: Land der Gottlosen (Santa Fe Trail)
- 1942: Flying with Music
- 1942: Tomorrow We Live
- 1943: Mantrap
- 1943: I Escaped from the Gestapo
- 1943: The Boy from Stalingrad
- 1944: Winged Victory
- 1944: Belle of the Yukon
- 1945: Jahrmarkt der Liebe (State Fair)
- 1946: Murder in the Music-Hall
- 1946: Earl Carroll Sketchbook
- 1947: Calendar Girl
- 1947: Blackmail
- 1951: Die Taverne von New Orleans (Adventures of Captain Fabian) (Produktion, Regie)
- 1951: Hello God (Regie)
- 1954: Weiße Sklavinnen für Tanger (Les Impures)
- 1955: Rencontres à Paris
- 1958: Heiße Küsse, scharfe Schüsse (Incognito)
- 1961: The Phantom Planet (Regie)
- 1964: Heirate mich, Gauner! (The Confession) (Produktion)